# Karl Klein (Bischof)

Bischof Karl Klein

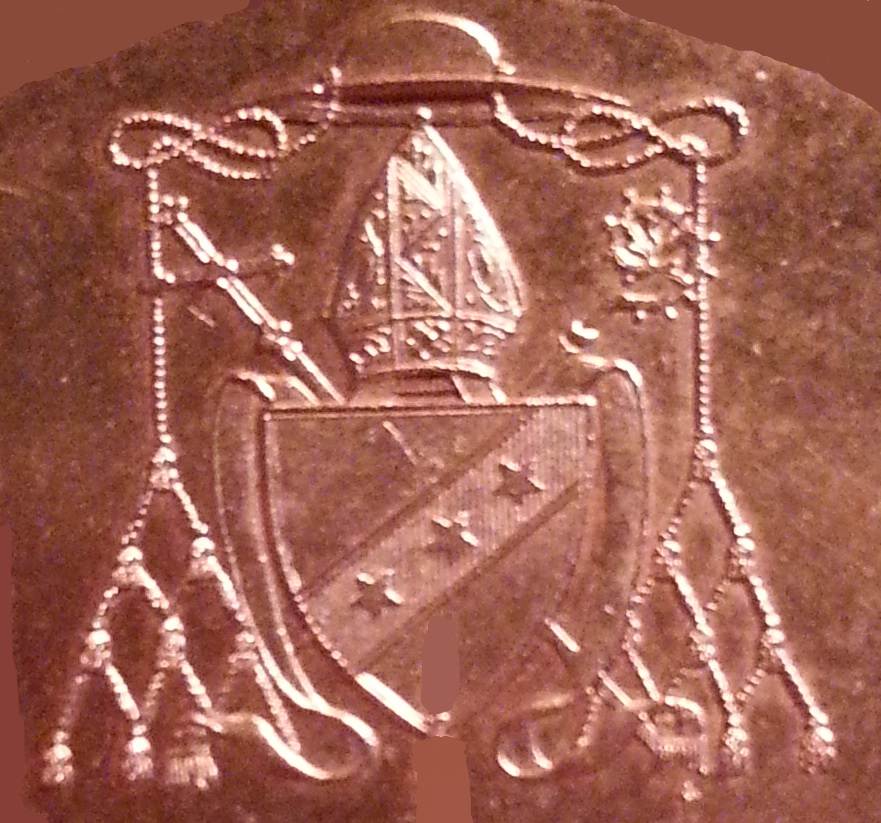
Bischofswappen

Karl Klein (* 11. Januar 1819 in Frankfurt am Main; † 6. Februar 1898 in Limburg an der Lahn) war von 1886 bis 1898 römisch-katholischer Bischof von Limburg.

## Leben
Klein stammte aus dem Frankfurter Bürgertum und hatte – im Gegensatz zu den meisten anderen Männern an der Spitze des Bistums Limburg, die in der Regel einen ländlichen Hintergrund hatten – eine umfangreiche akademische Bildung in Regensburg, Freiburg und München genossen. Er empfing am 4. November 1841 nach seinen theologischen Studien die Priesterweihe. 1843 wurde er Sekretär des nur zehn Jahre älteren Bischofs Peter Joseph Blum. Klein übernahm zahlreiche Ämter in der Bistumsverwaltung und tat sich, etwa im Jahr 1848 und während des nassauischen Kirchenstreits, als Verhandlungsführer und Taktiker in politischen Verhandlungen hervor. Später wurde er Generalvikar des Bistums.
Im Jahr 1867 zog er als Abgeordneter der Zentrumspartei für den Unterwesterwaldkreis in das preußische Abgeordnetenhaus ein. Während des Kulturkampfs organisierte Klein als Geheimdelegat die Flucht des Bischofs ins böhmische Exil und leitete anschließend de facto das Bistum.
Klein und Blum verband eine enge Freundschaft. Im Testament Blums wurde Klein als Universalerbe eingetragen.
1886 wurde Klein von Papst Leo XIII. als Nachfolger von Christian Roos, der seinerseits 1885 Nachfolger des im Vorjahr verstorbenen Blum war und nun als Erzbischof nach Freiburg ging, zum Bischof von Limburg ernannt. Die Bischofsweihe spendete ihm am 4. November 1886 der ehemalige Erzbischof von Köln Paul Ludolf Kardinal Melchers.
Karl Klein übernahm sofort nach seiner Ernennung als Bischof die Auffassung des Papstes, dass der Kulturkampf nur durch eine einvernehmliche Regelung zwischen Staat und Kirche zu lösen sei. Veröffentlichungen am Anfang seiner Amtszeit unterstrichen immer wieder die „Concordia inter Imperium et Sacerdotium“. In seinem ersten Hirtenbrief betonte er dann auch die Wichtigkeit, „dass das Verhältnis von Staat und Kirche ein wohlgeordnetes und friedliches ist“. Der Kaiser wurde noch vor dem Papst genannt, als es um die Verdienste bei der Beendigung des Kulturkampfes ging. Eine deutliche politische Umsetzung des sich andeutenden Kurses erfolgte 1887 im Septennatsstreit, als sich die Zentrumsfraktion im Reichstag weigerte, den Heeresetat für sieben Jahre zu genehmigen und damit für diese Zeitspanne sein Etatrecht – ein wichtiges Machtinstrument des Parlaments – aufzugeben.
Zusammen mit dem Fuldaer Bischof Georg von Kopp war Klein der einzige deutsche Bischof, der sich klar für die päpstliche Linie und damit gegen die Ablehnung des Septennats durch die Zentrumspartei aussprach. Nach innen bemühte er sich vor allem um die Wiederherstellung der kirchlichen Strukturen, die unter dem Kulturkampf gelitten hatten.